# 1542 Schalén
1542 Schalén eller 1941 QE är en asteroid upptäckt den 26 augusti 1941 av den finska astronomen Yrjö Väisälä vid Storheikkilä observatorium. Asteroiden har fått sitt namn efter Carl Schalén, en svensk astronom.